# アイラ・ブラウン
アイラ・ブラウン（Ira Brown、1982年8月3日 - ）は、アメリカ合衆国テキサス州コンロー出身の男子プロバスケットボール選手である。ポジションはフォワード。身長193cm、体重105kgで、日本国籍。
2011-12シーズンより富山グラウジーズに所属し、2013-14シーズンのベスト5。2014-15シーズンより日立（現・サンロッカーズ渋谷）に、2019-2020シーズンより大阪エヴェッサに、2023-2024シーズンより千葉ジェッツふなばしに、2024-25シーズンは広島ドラゴンフライズ、ライジングゼファーフクオカに所属。元野球選手であり、メジャーリーグベースボールのドラフト会議にて指名された経験を持つ。

## 来歴

### 野球選手として
投手であったブラウンは高校卒業後の2001年のMLBドラフト8巡目(全体の235位)でカンザスシティ・ロイヤルズから指名された。2004年にはマイナーリーグクラスAまで昇格したものの、肩の故障のため2005年に引退した。

### バスケットボール選手として
高校時代からバスケットボールをプレイしていたが、MLBでドラフトされたのを期にバスケを引退していた。野球選手としての最後のシーズンを終えた2005年5月にフェニックス・カレッジ（コミュニティ・カレッジ）に入学し、バスケットボールを再開した。2007年からはゴンザガ大学に編入し、2008-09シーズンには34試合に出場、一試合平均2.6得点を記録した。
ゴンザガ大学を卒業後、2009年に行われたNBAデベロップメント・リーグのドラフト会議では4巡目にオースティン・トロスに指名されたものの、その後のキャンプに参加しなかった。プロ選手としてメキシコやアルゼンチン、フィリピンのチームに所属した。
2011-12シーズンは日本プロバスケットボールリーグ（bjリーグ）の富山グラウジーズと契約。レギュラーシーズン全52試合にスターターで出場してプレーオフ進出に貢献した。シーズン終了後には3on3バスケットボールのアメリカ合衆国ナショナルチームメンバーに選出された。
bjリーグ 2012-13シーズンも富山と契約。有明コロシアムで開催されたbjリーグオールスターゲームのダンクコンテストに初出場。レギュラーシーズンは50試合に出場して、チームトップの1試合平均16.48得点とリバウンド9.14本、リーグ5位のスティール2.0本を記録。2013年1月26-27日開催の群馬クレインサンダーズ戦の活躍で週間MVPを受賞。富山はチーム史上最高の勝率を記録し、プレイオフでも初めてファーストラウンドの突破に成功した。
bjリーグ 2013-14シーズンは2シーズンぶりにレギュラーシーズン全52試合にスターターで出場し、16.8得点、10リバウンド（リーグ10位）、3.3アシストを記録。チーム初のイースタン1位に貢献し、ベスト5に初選出された。
2014年オフ、NBLの日立サンロッカーズ東京（現在のサンロッカーズ渋谷）に移籍。
2016年8月、日本国籍を取得。
2017年6月にSR渋谷から契約満了となるも、翌シーズンからは琉球ゴールデンキングスへ移籍する。
2019年オフ、大阪エヴェッサへ移籍。
2023年5月12日に大阪エヴェッサとの契約が満了となり、同年6月23日に千葉ジェッツふなばしへ移籍した
。
2024年10月3日に広島ドラゴンフライズと契約したが、同年11月10日に契約満了となった。
2024年11月14日にライジングゼファーフクオカと契約を結んだ。

### 日本代表歴
2016年8月に日本に帰化した後、バスケットボール日本代表に選出された。2016年FIBAアジアチャレンジに出場。2017年は東アジア選手権で3位となった。ナショナルチームの帰化選手枠は1であるため、ニック・ファジーカスが2018年4月に日本に帰化した後にブラウンは日本代表から外れたが、ファジーカスが故障で欠場した同年9月のW杯予選・カザフスタン戦とイラン戦では日本代表に復帰し、ゴンザガ大学の後輩八村塁らとともに2連勝に貢献した。八村とはブラウンが富山に在籍していたころから親交がある。

### 3x3
2012年、3x3アメリカ合衆国代表チームに選出され、アテネで開催されたFIBA 3x3世界選手権に出場している。
2019年8月、3x3男子日本代表候補に選出され、強化合宿に参加。2021年7月、東京オリンピック3x3日本代表に内定した。

## 個人成績
| シーズン         | チーム | GP | GS | MPG  | FG%  | 3P%  | FT%  | RPG  | APG | SPG | BPG | TO  | PPG  |
| ---------------- | ------ | -- | -- | ---- | ---- | ---- | ---- | ---- | --- | --- | --- | --- | ---- |
| bjリーグ 2011-12 | 富山   | 52 | 52 | 30.6 | .475 | .323 | .625 | 6.3  | 1.9 | 1.4 | 0.9 | 2.3 | 12.7 |
| bjリーグ 2012-13 | 富山   | 50 | 48 | 31.8 | .537 | .254 | .658 | 9.1  | 3.2 | 2.0 | 1.2 | 2.9 | 16.5 |
| bjリーグ 2013-14 | 富山   | 52 | 52 | 34.2 | .523 | .419 | .650 | 10.0 | 3.3 | 1.6 | 1.0 | 2.6 | 16.8 |
| NBL 2014-15      | 日立   | 54 | 45 | 27.8 | .503 | .364 | .651 | 7.9  | 2.1 | 0.9 | 1.0 | 2.4 | 13.7 |
| NBL 2015-16      | 日立   | 54 | 50 | 29.3 | .506 | .214 | .667 | 6.9  | 1.9 | 1.2 | 0.8 | 2.0 | 13.2 |
| B1 2016-17       | 渋谷   | 57 | 44 | 29.3 | .517 | 35.8 | .597 | 8.3  | 2.5 | 1.3 | 0.9 | 1.9 | 13.7 |
| B1 2017-18       | 琉球   | 60 | 58 | 28.7 | .490 | .409 | .614 | 7.0  | 2.9 | 1.3 | 0.8 | 1.6 | 11.2 |

### 受賞歴
- bjリーグ
  - ベスト5 1回（2013-14）
  - 週間MVP 1回（2013年1月26-27日）

- Bリーグ
  - Bリーグ史上4人目となる200ダンクを達成（2021年3月）